# Toivo Paatela

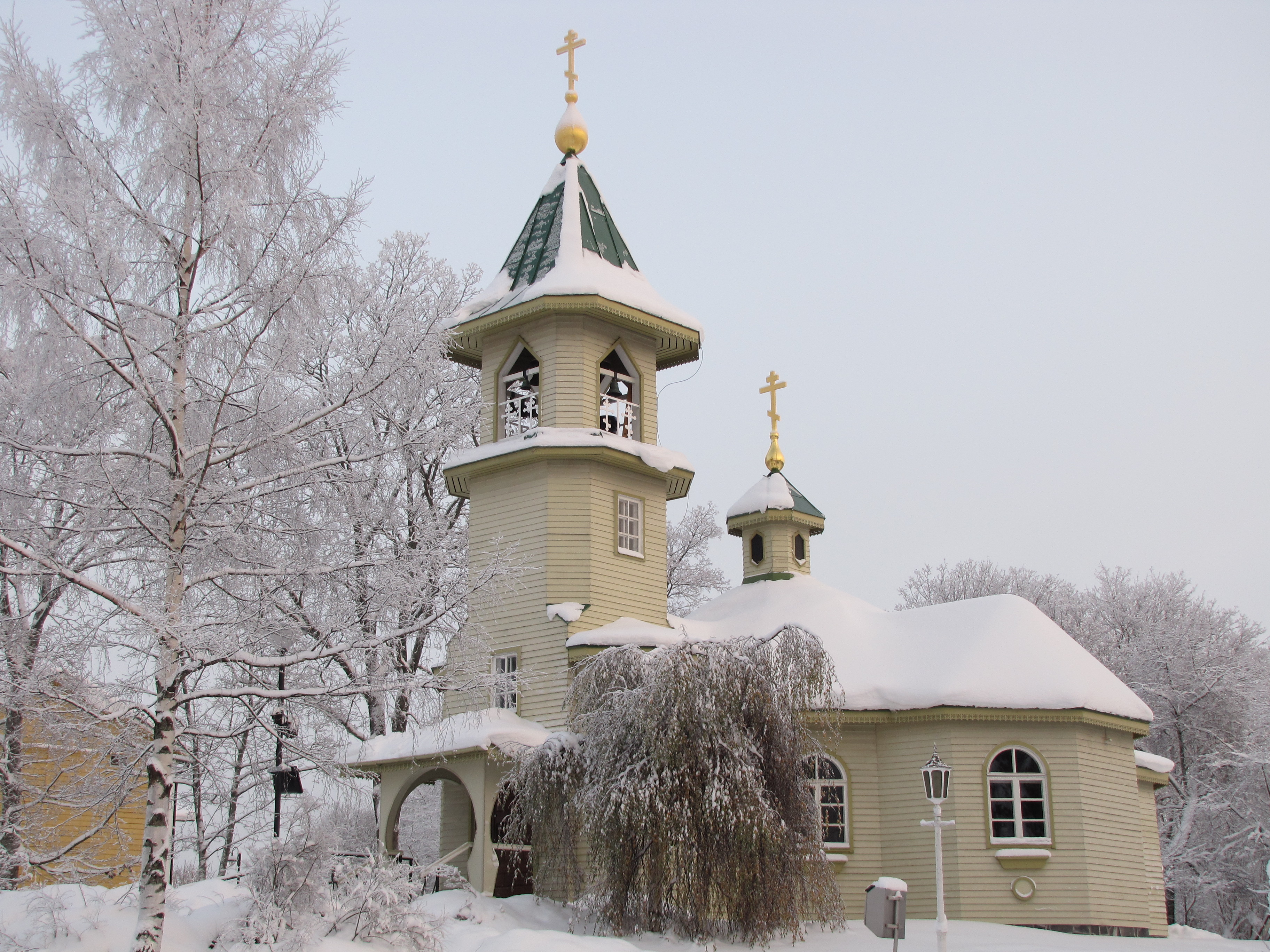
Sankt Nikolai kyrka i Imatra.

Jalo Toivo Paatela, född 13 oktober 1890 i Helsinge socken, död 14 augusti 1962 i Helsingfors, var en finländsk arkitekt. Han var bror till Jussi Paatela. 
Paatela drev en arkitektbyrå tillsammans med brodern 1919–1929, var byggnadsinspektör i Haga köping 1926–1928 och bedrev egen arkitektverksamhet från 1929. Han ritade en rad affärs- och kyrkobyggnader, vilka präglas av utpräglad funktionalism. 

## Verk i urval
- Andelsbankernas centralbank Ab:s affärshus, Helsingfors (1932)
- Kesko Oy:s huvudkontor med centrallager, Helsingfors (1940)
- Finska handelshögskolans studenkårsbyggnad KY, Helsingfors (1940)
- Jyväskylä ortodoxa kyrka (1954)
- Lahtis ortodoxa kyrka (1955)
- Sankt Nikolai kyrka i Imatra

### Bilder

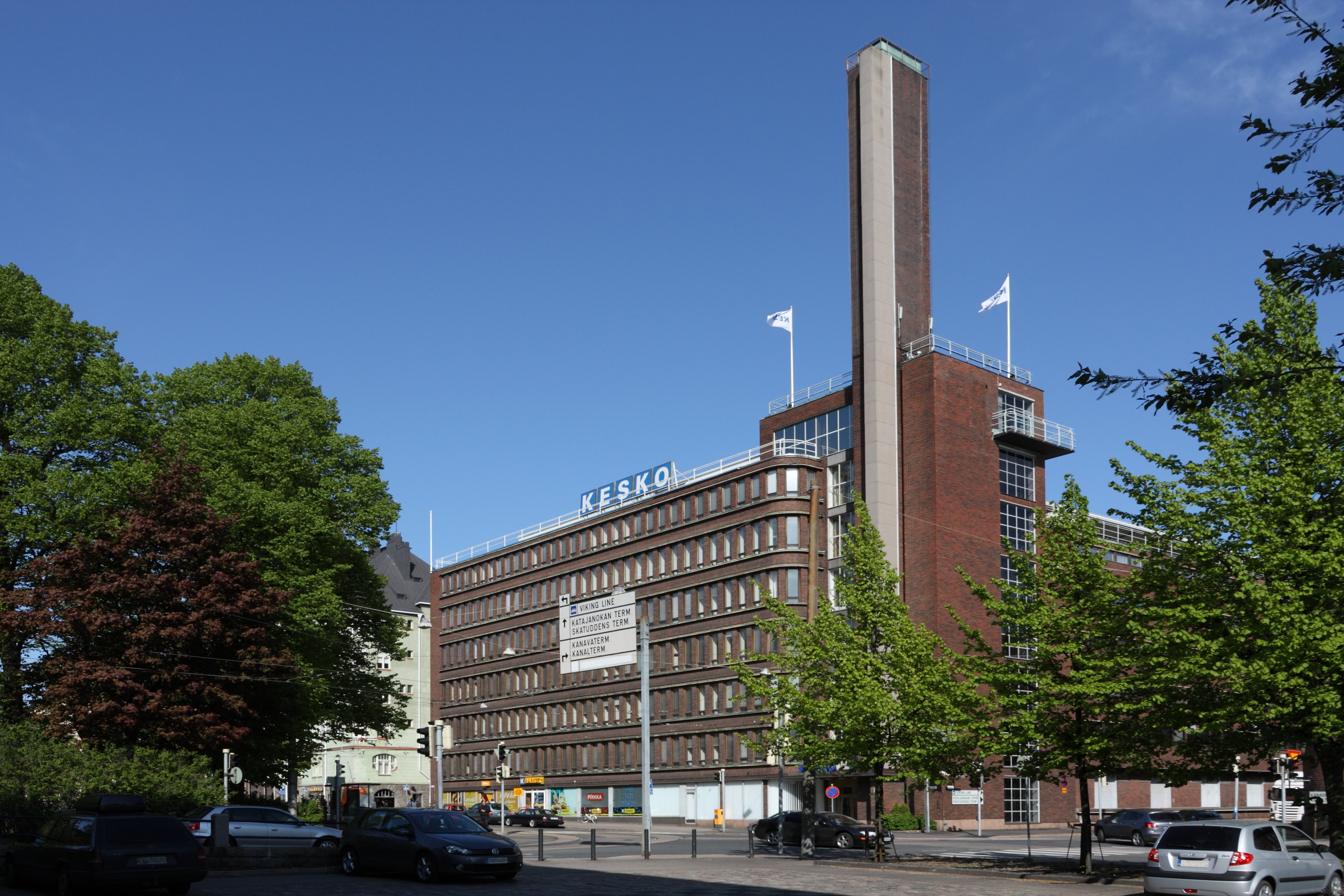
Kesko Oy:s huvudkontor.
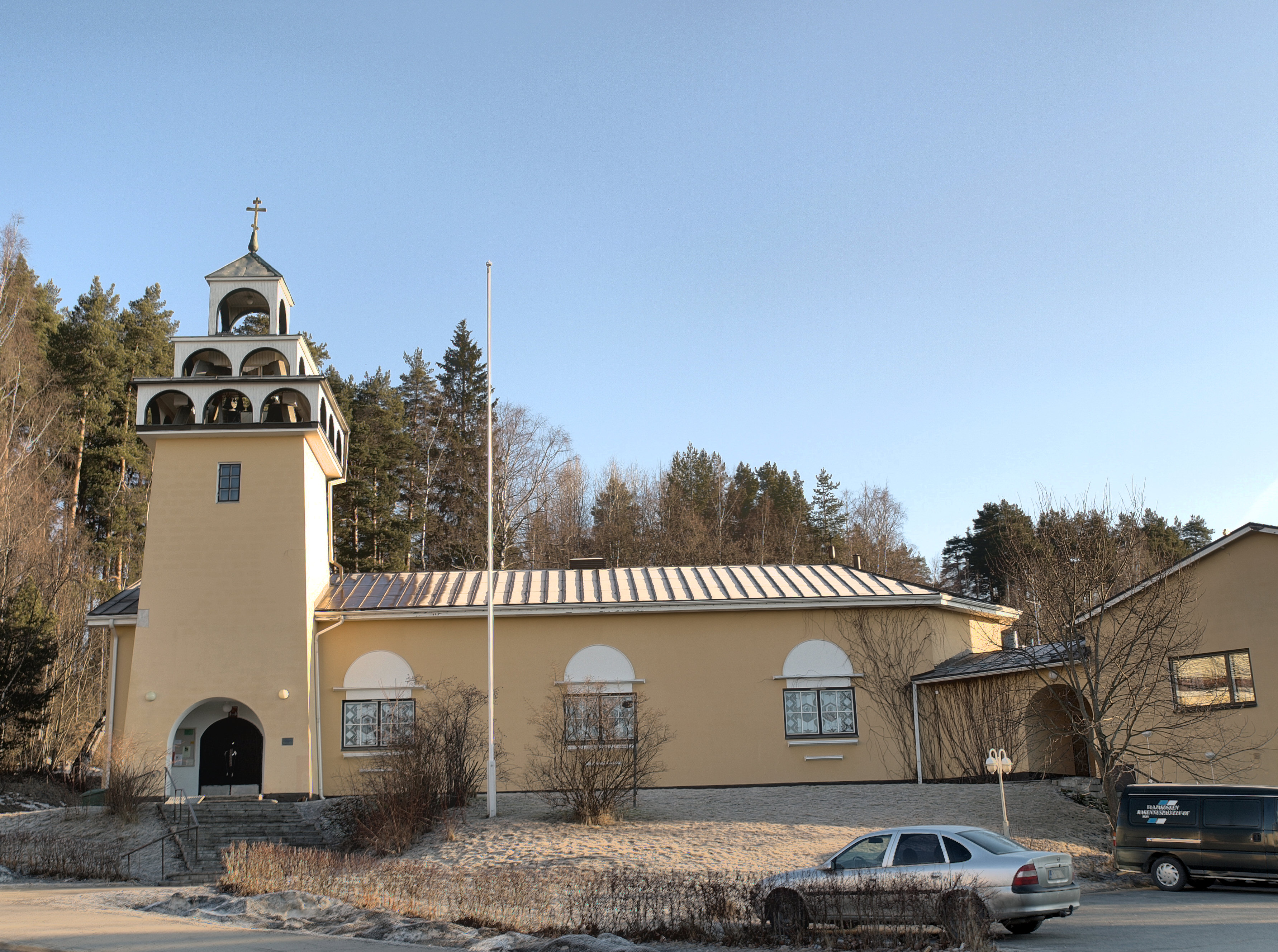
Jyväskylä ortodoxa kyrka.